# Hinojosa de Duero
Hinojosa de Duero es un municipio y localidad española de la provincia de Salamanca, en la comunidad autónoma de Castilla y León. Se integra dentro de la comarca de Vitigudino y la subcomarca de El Abadengo. Pertenece al partido judicial de Vitigudino.
Su término municipal está formado por un solo núcleo de población, ocupa una superficie total de 92,98 km² y según los datos demográficos recogidos en el padrón municipal elaborado por el INE en el año 2017, cuenta con una población de 691 habitantes. Parte de su territorio se sitúa dentro del parque natural de Arribes del Duero, un espacio natural protegido de gran valor ambiental y turístico.

## Etimología
Tal y como viene recogido en documentos fechados en la Edad Media, antiguamente se llamaba «Finoiosa», topónimo que proviene del vocablo leonés «fenoyu» o «finoio», que significa «hinojo» o «lugar abundante en hinojo». Esta derivación etimológica se da también en otra localidad salmantina, la de Pozos de Hinojo, indicada en algunos textos como «Pozos de Fenoio». Durante la Edad Moderna, el nombre original leonés fue castellanizado tomando el actual «Hinojosa» y añadiéndosele el «de Duero» por el río que baña la parte norte del término municipal.

## Símbolos

### Escudo
El escudo heráldico que representa al municipio fue aprobado el 19 de noviembre de 1993 con el siguiente blasón:

«Escudo partido. Primero, de plata con una rama de heno esmaltada de sinople. Segundo, de oro con ondas de azur en la punta, sumadas de una bandera desplegada, esmaltada de gules y asta de sable. Al timbre, la Corona Real Española.»
Boletín Oficial del Estado nº 20 de 20 de diciembre de 1993

## Geografía
Hinojosa de Duero se encuentra situada en el noroeste salmantino. Hace frontera con Portugal. Dista 105 km de Salamanca capital.
Se integra dentro de la comarca de El Abadengo. Pertenece a la Mancomunidad El Abadengo y al partido judicial de Vitigudino.
Su término municipal se encuentra dentro del parque natural de Arribes del Duero, un espacio natural protegido de gran atractivo turístico.
| Noroeste: Poiares (Portugal) | Norte: Saucelle | Nordeste: Bermellar |
| Oeste: La Fregeneda          |                 | Este: Bermellar     |
| Suroeste: La Fregeneda       | Sur: Sobradillo | Sureste: Lumbrales  |

## Historia

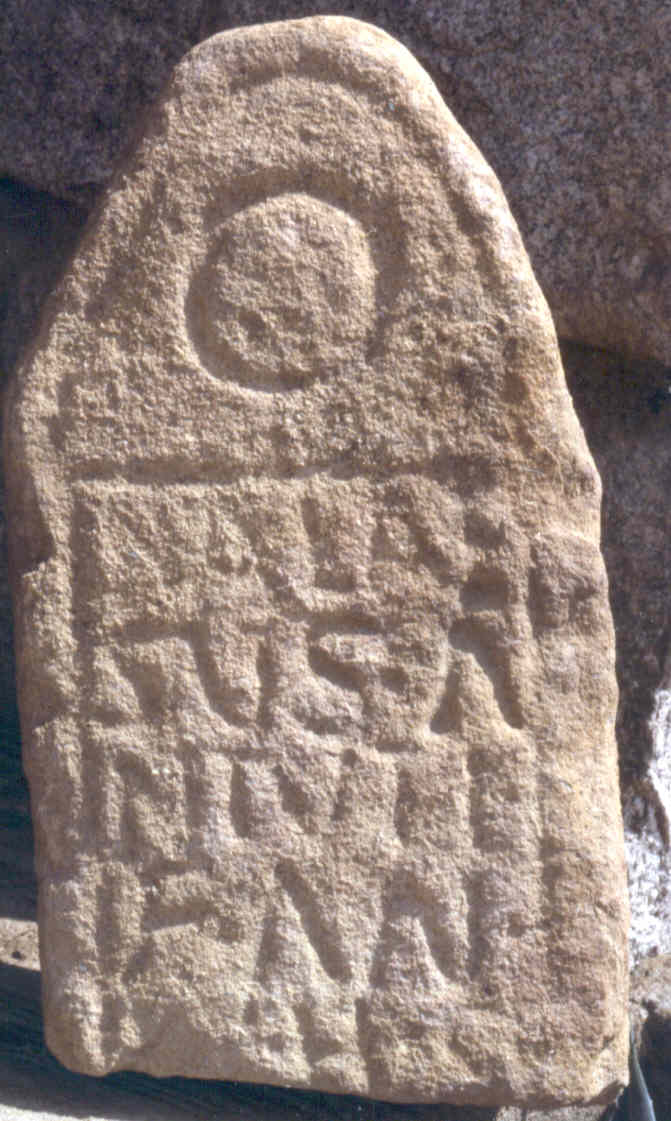
Inscripción funeraria romana encontrada en el yacimiento del Castillo de Mocalvo

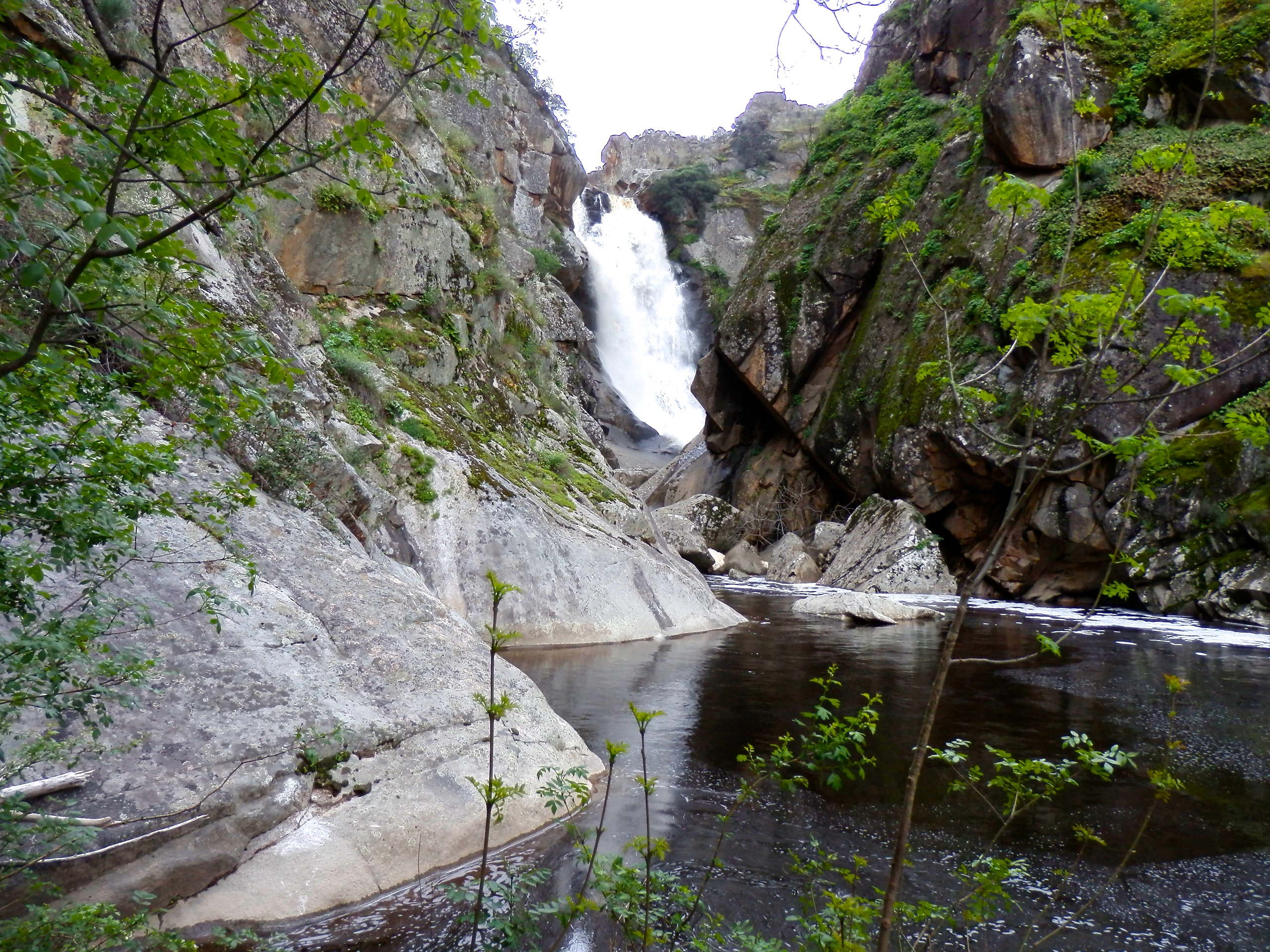
Cachón del Camaces

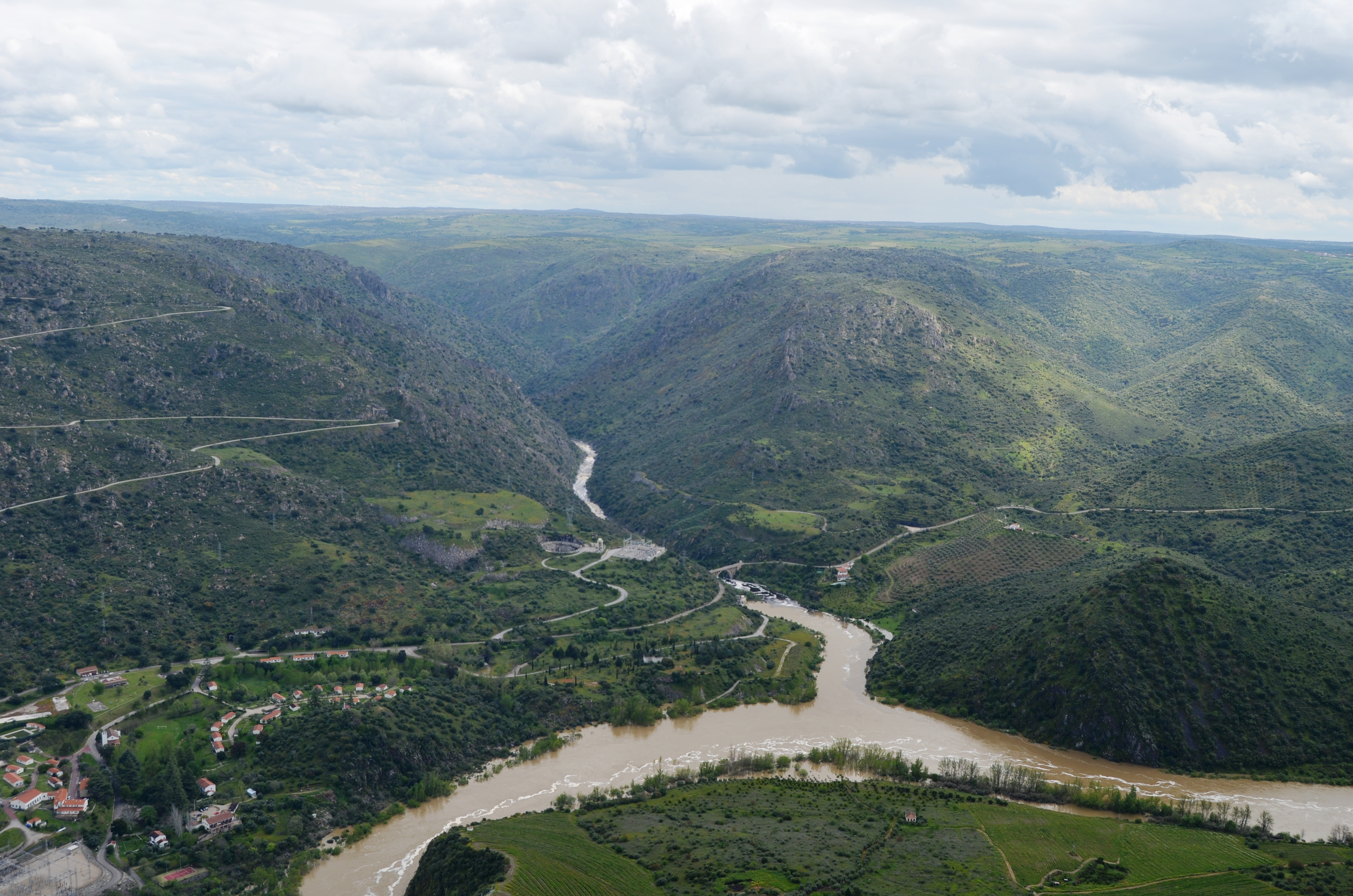
Desembocadura del Huebra en el río Duero vista desde el mirador portugués de Penedo Durão

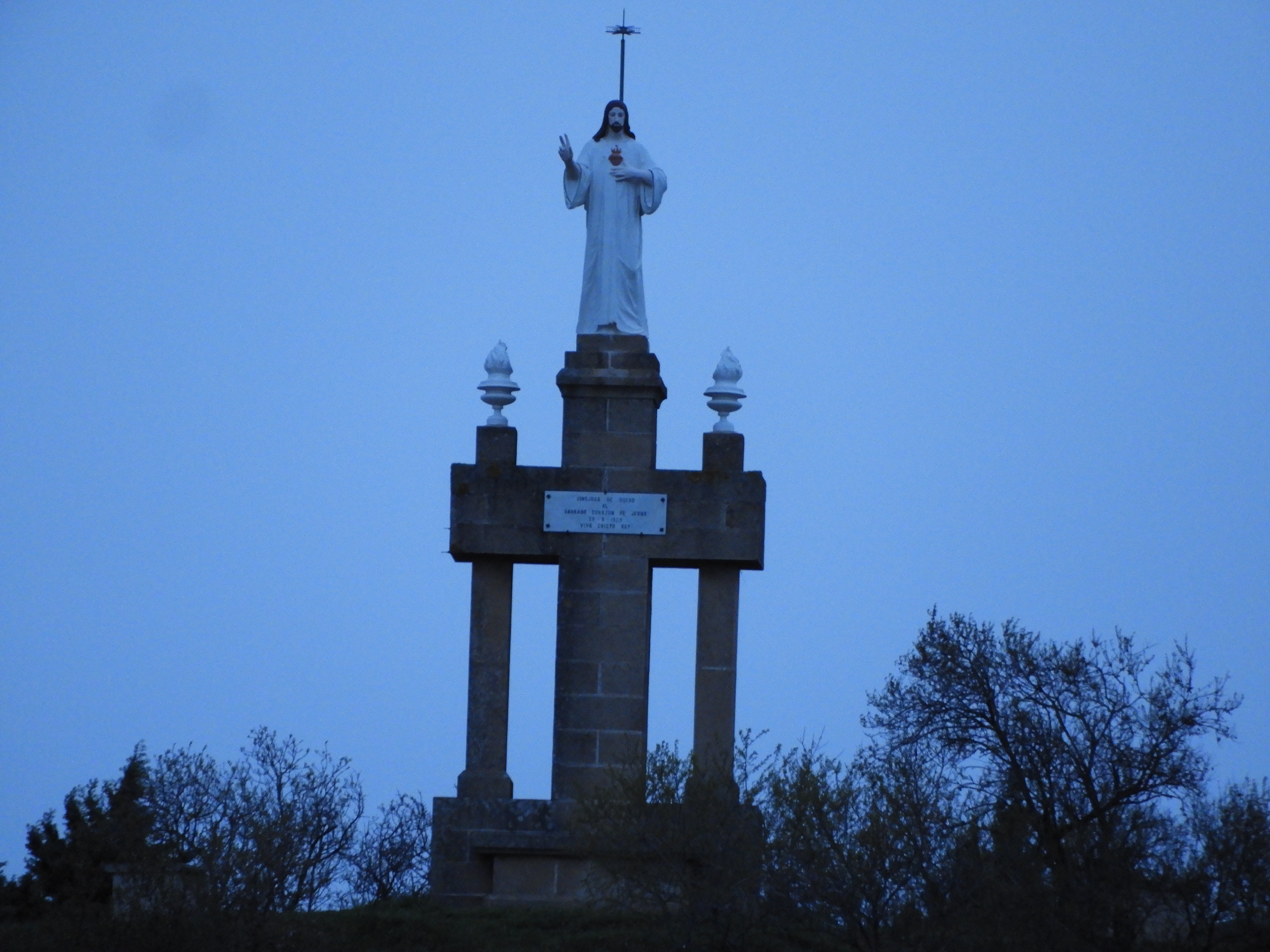
Monumento al Sagrado Corazón de Jesús

El poblamiento humano del municipio data del Neolítico (dólmenes de la Nava del Río), atestiguándose la posterior presencia vettona en los castros de Moncalvo y de la Escala, así como la romana por la necrópolis de la Cabeza de San Pedro en la confluencia de los ríos Huebra y Duero. La propia estructura de Hinojosa parece responder a un primer poblamiento romano, que posteriormente habría sido utilizado por los repobladores medievales al pasar a formar parte esta localidad del Reino de León desde el siglo XI, repoblación leonesa de la que queda como testigo la ermita del Santísimo Cristo de la Misericordia, del siglo XIII. La cesión al Temple del Abadengo por parte de Fernando II de León en el siglo XII hizo a esta localidad pasar a depender de la Orden del Temple hasta que en el siglo XIV pasó a ser un señorío solariego, el Marquesado de Hinojosa, del que los vecinos se desprendieron en el siglo XV, quedando como recuerdo de aquella hazaña el Baile de la bandera.
La firma del Tratado de Alcañices en 1297, que reajustó las fronteras entre León y Portugal perdiéndose los territorios del Ribacoa por parte leonesa, afectó a Hinojosa al exponerla a una mayor situación de frontera, sufriendo con posterioridad algunas embestidas y saqueos por parte del ejército portugués que tuvieron como consecuencia directa a principios del siglo XIX la despoblación del poblado de San Leonardo, abandonado desde entonces. Con la división territorial de España de 1833 en la que se crean las actuales provincias, Hinojosa queda encuadrada dentro de la Región Leonesa, formada por las provincias de León, Zamora y Salamanca, de carácter meramente clasificatorio, sin operatividad administrativa, que a grandes rasgos vendría a recoger la antigua demarcación del Reino de León (sin Galicia ni Asturias ni Extremadura), pasando a formar parte del partido judicial de Vitigudino en 1844. En 1887 se abrió la Línea La Fuente de San Esteban-Barca de Alba, que uniría Salamanca con Oporto, gracias a la cual Hinojosa pasó a tener servicios ferroviarios durante casi un siglo hasta su cierre en 1985.

## Demografía
Hinojosa de Duero cuenta con una población de 577 habitantes (INE 2024).
| Gráfica de evolución demográfica de Hinojosa de Duero entre 1842 y 2021                                             |
| |
| Población de derecho según los censos de población del INE Población de hecho según los censos de población del INE |

Según el Instituto Nacional de Estadística, Hinojosa tenía, a 31 de diciembre de 2018, una población total de 669 habitantes, de los cuales 337 eran hombres y 332 mujeres. Respecto al año 2000, el censo refleja 840 habitantes, de los cuales 417 eran hombres y 423 mujeres. Por lo tanto, la pérdida de población en el municipio para el periodo 2000-2018 ha sido de 171 habitantes, un 21 % de descenso.

## Economía
La economía está basada principalmente en la explotación de ganado ovino y bovino, así como la fabricación de queso de la marca de garantía Queso Arribes de Salamanca. Asimismo, en los últimos años se está potenciando el sector turístico, al encontrarse el municipio integrado en el parque natural de Arribes del Duero.

## Cultura
Las fiestas patronales se celebran en San Juan, cada 24 de junio, donde hay festejos populares taurinos y actividades para los más pequeños.
Los hornazos: Se trata de ir a comer al campo con los amigos o familia, entre otras delicias culinarias el hornazo, durante los días: domingo, lunes y martes de Pascua.
En los últimos años, el primer fin de semana de agosto, se celebra una fiesta medieval, en la que participa la mayor parte del pueblo, se representa un acontecimiento histórico acaecido en Hinojosa, referente a la expulsión del feudal por el pueblo.
También se celebra el primer fin de semana de mayo la famosa feria del queso, donde acude gran multitud de gente a probar quesos de toda la provincia e incluso del extranjero (Francia, Portugal...)

### Gastronomía
Entre sus delicias culinarias se encuentra el hornazo, el queso de Hinojosa, las obleas, los mantecados, las perronillas.

### Fiestas
- 5 de febrero: fiesta de la Águedas
- Último domingo del mes de abril: Cristo de la Misericordia
- Primer fin de semana de mayo: Feria Internacional del Queso
- 24 de junio: fiesta de San Juan
- Primer fin de semana del mes de agosto: fiesta de El Feudal
- 24 de diciembre: Hoguera de Los Quintos

## Monumentos y lugares de interés
- Ermita del Santísimo Cristo de la Misericordia, construida en el siglo XIII en la época de independencia del reino leonés
- Iglesia de San Pedro, del siglo XVI, de una sola nave, con bóvedas de crucería en la capilla mayor. En su interior destacan los retablos barrocos.
- Monumento al Sagrado Corazón, erigido en tiempos de la II República, colocada sobre sillares de piedra en la parte alta del cerro de San Pedro
- Puente de la Molinera, sobre el río Huebra, realizado en piedra con tres arcos.
- Puente del Ojo, sobre el río Froya
- Fuente del Obispo. Medieval (románica)
- Fuente del Gejo. Romana
- Fuente del Obispo. Medieval, cuenta con merendero en las inmediaciones
- Torre del reloj
- Almazara, hoy convertida en museo
- Torre de la iglesia de San Leonardo, en el despoblado de San Leonardo
- Dólmenes de la Nava del Río
- Una decena, aproximadamente, de tumbas supuestamente romanas excavadas en piedra en el paraje La Alhaja, además de otras dos en la carretera de Fregeneda
- Cachón del Camaces
- Mirador del Contrabando
- Mirador de la Ermita del Cristo de la Misericordia
- Mirador de la Peña La Vela

## Administración y política
| Periodo   | Nombre                         | Partido | Partido                                  |
| --------- | ------------------------------ | ------- | ---------------------------------------- |
| 1979-1983 | Eduardo Pata Sánchez           |         | Unión de Centro Democrático (UCD)        |
| 1983-1987 | Eduardo Pata Sánchez           |         | Alianza Popular (AP)                     |
| 1987-1991 | Jesús Miguel Patiño Pata       |         | Independiente                            |
| 1991-1995 | Rosalía Díez Valle             |         | Centro Democrático y Social (CDS)        |
| 1999-2003 | Edmundo Pata Sánchez           |         | Partido Popular (PP)                     |
| 2003-2023 | José Francisco Bautista Méndez |         | Partido Socialista Obrero Español (PSOE) |

| Partido político                         | 2023  | 2023  | 2023       | 2019  | 2019  | 2019       | 2015  | 2015  | 2015       | 2011  | 2011  | 2011       | 2007  | 2007  | 2007       | 2003  | 2003  | 2003       |
| Partido político                         | %     | Votos | Concejales | %     | Votos | Concejales | %     | Votos | Concejales | %     | Votos | Concejales | %     | Votos | Concejales | %     | Votos | Concejales |
| Partido Popular (PP)                     | 60,00 | 267   | 4          | 18,75 | 87    | 1          | 31,32 | 150   | 2          | 39,21 | 218   | 3          | 34,15 | 195   | 2          | 36,88 | 215   | 2          |
| Salamanca Importa (Salamanca Sí)         | 36,40 | 162   | 3          | —     | —     | —          | —     | —     | —          | —     | —     | —          | —     | —     | —          | —     | —     | —          |
| Partido Socialista Obrero Español (PSOE) | 1,79  | 8     | 0          | 60,34 | 280   | 5          | 66,39 | 318   | 5          | 57,37 | 319   | 4          | 62,00 | 354   | 5          | 37,22 | 217   | 3          |
| Ciudadanos (CS)                          | —     | —     | —          | 19,18 | 89    | 1          | —     | —     | —          | —     | —     | —          | —     | —     | —          | —     | —     | —          |
| Izquierda Unida (IU)                     | —     | —     | —          | —     | —     | —          | —     | —     | —          | —     | —     | —          | 1,58  | 9     | 0          | —     | —     | —          |
| Unión del Pueblo Salmantino (UPSa)       | —     | —     | —          | —     | —     | —          | —     | —     | —          | —     | —     | —          | —     | —     | —          | 25,39 | 148   | 2          |

El alcalde de Hinojosa de Duero no recibe ningún tipo de prestación económica por su trabajo al frente del Ayuntamiento (2017).